# Store Hanstedå
Store Hanstedå är ett vattendrag i Danmark.   Det ligger i Horsens kommun i Region Mittjylland, i den centrala delen av landet, 170 km väster om Köpenhamn.
Ån mynnar i sjön Nørrestrand som i sin tur avvattnar till Horsens Fjord.